# Transformation (Recht)
Als Transformation wird in der Rechtswissenschaft die Umsetzung von Völkerrecht in nationales Recht durch einen Rechtsetzungsakt bezeichnet.

## Allgemeines
Staatliche Rechtsordnungen sehen im Allgemeinen vor, wie Völkerrecht in das staatliche Recht umzusetzen ist, wie also innerstaatlich sichergestellt wird, dass sich die in Betracht kommenden Staatsorgane so verhalten, dass der Staat damit seine völkerrechtliche Pflicht erfüllt.
| Theorien zum Verhältnis zu nationalem Recht, zum innerstaatlichen Vollzug, Anwendbarkeit und innerstaatlicher Rang | Theorien zum Verhältnis zu nationalem Recht, zum innerstaatlichen Vollzug, Anwendbarkeit und innerstaatlicher Rang                                           | Theorien zum Verhältnis zu nationalem Recht, zum innerstaatlichen Vollzug, Anwendbarkeit und innerstaatlicher Rang                                                                                      | Theorien zum Verhältnis zu nationalem Recht, zum innerstaatlichen Vollzug, Anwendbarkeit und innerstaatlicher Rang     | Theorien zum Verhältnis zu nationalem Recht, zum innerstaatlichen Vollzug, Anwendbarkeit und innerstaatlicher Rang |
| Verhältnis von Völkerrecht zu nationalem Recht | Innerstaatlicher Vollzug des Völkerrechts | Innerstaatlicher Vollzug des Völkerrechts | Vollzugsfähigkeit | Innerstaatlicher Rang                                                                                              |
| --- | --- | --- | --- | --- |
| - durch völkerrechtlichen Vertrag speziell festgelegt - nicht speziell festgelegt - Monismus Einheit von Völkerrecht und nationalem Recht - mit Völkerrechtsprimat (primacy of IL) Vorrang des Völkerrechts - radikaler Monismus (strict monism) jeder völkerrechtswidrige innerstaatliche Hoheitsakt ist nichtig - gemäßigter Monismus (tempered monism) jeder völkerrechtswidrige innerstaatliche Hoheitsakt ist zunächst gültig, ist aber durch gerichtliche Kontrolle zu verwerfen - mit Primat des nationalen Rechts Vorrang des nationalen Rechts - Dualismus Völkerrecht und nationales Recht sind verschiedene Rechtsordnungen - radikaler Dualismus (strict dualism) keine Konflikte möglich, da getrennte, sich allenfalls tangierende Kreise - gemäßigter Dualismus (tempered dualism) teilweise Überschneidungen und damit Konflikte möglich; im Überschneidungsbereich: Kollisionsnormen, ansonsten: innerstaatlicher Hoheitsakt trotzdem gültig, aber Staat haftet nach außen | | | | |
| Adoptionstheorie (adaption) Völkerrecht ist ohne weiteren Akt innerstaatlich anwendbar | Adoptionstheorie (adaption) Völkerrecht ist ohne weiteren Akt innerstaatlich anwendbar                                                                       | nur self-executing Normen sind anwendbar, vollzugsfähig bzw. transformabel: - die Norm muss hinreichend bestimmt sein und - nach Wortlaut, Zweck und Inhalt den Einzelnen berechtigen oder verpflichten | | |
| Vollzugstheorie (execution) Vollzugsbefehl begründet innerstaatliche Anwendbarkeit, ändert aber nicht den Adressatenkreis oder die Rechtsnatur (Völkerrecht) | | nur self-executing Normen sind anwendbar, vollzugsfähig bzw. transformabel: - die Norm muss hinreichend bestimmt sein und - nach Wortlaut, Zweck und Inhalt den Einzelnen berechtigen oder verpflichten | | |
| Transformationstheorie (transformation) - strenge Transformationstheorie - gemäßigte Transformationstheorie Transformation bewirkt nur Änderung des Adressatenkreises; Inkrafttreten etc. richtet sich daher nach Völkerrecht | - generelle Transformation - spezielle Transformation Einzelfalltransformation z.B. durch Zustimmungsgesetz zu völkerrechtlichen Verträgen = Vertragsgesetze | nur self-executing Normen sind anwendbar, vollzugsfähig bzw. transformabel: - die Norm muss hinreichend bestimmt sein und - nach Wortlaut, Zweck und Inhalt den Einzelnen berechtigen oder verpflichten | Rang des transformierten Rechts richtet sich - nach speziellen Regelungen - ansonsten nach dem Rang des Transformators | |

## Transformation in Deutschland
Nach Art. 25 Grundgesetz (GG) gelten nur die allgemeinen Regeln des Völkerrechtes unmittelbar als Bundesrecht, für andere völkerrechtliche Regelungen, etwa völkerrechtlicher Verträge bedarf es in Deutschland eines Umsetzungsaktes, dem so genannten Transformationsgesetz. Erst dieses Transformationsgesetz macht internationale Regelungen zum Bestandteil des deutschen Rechts. Besonders geregelt ist die Übertragung von Hoheitsrechten auf zwischenstaatliche Einrichtungen (Art. 24 GG) und hierbei insbesondere auf die Europäische Union beziehungsweise Europäische Gemeinschaft (Art. 23 GG).

### Transformation in Gliedstaaten
Eine Besonderheit ist die Transformation in Gliedstaaten:
In der Bundesrepublik Deutschland bestimmen Art. 32 und Art. 59 Abs. 2 GG, dass der Bund das Recht hat Verträge mit Auswärtigen Staaten zu schließen. Dies erstreckt sich auf Materien der Gesetzgebung und Verwaltung, die in die Gesetzgebungs- und Verwaltungskompetenz der Länder fallen. Die innerstaatliche Transformation eines völkerrechtlichen Vertrages obliegt damit allerdings den Bundesländern, wenn sich der Vertrag auf Gegenstände ihrer Gesetzgebungskompetenz erstreckt (z. B. bei völkerrechtlichen Verträgen über das Schulwesen, oder die Kultur). Die Transformation bestimmt sich insoweit nach den Art. 70 ff. GG („Transformationskompetenz“).

## EU-Recht
Während EU-Verordnungen ohne weiteren Umsetzungsakt in den EU-Mitgliedstaaten unmittelbar anwendbar sind (englisch self-executing), verpflichten EU-Richtlinien die Mitgliedstaaten, den vorgegebenen Rahmen in nationale Gesetze zu transformieren (englisch non-self-executing).